# Сероух, Даниил Евгеньевич
Дании́л Евге́ньевич Сероу́х (род. 6 октября 1997, Омск) — российский хоккеист, нападающий клуба «Сочи», выступающего в КХЛ. Один из двух хоккеистов в истории КХЛ, забросивших пять шайб в одном матче.

## Биография
Занимался хоккеем в омских школах «Авангард» (до 2012), СДЮСАШОР А. В. Кожевникова (2012—2014), «Ястребы». Сезон 2016/17 начал в команде МХЛ «Тайфун» Владивосток, затем перешёл в «Зауралье» Курган. Играл в НМХЛ и ВХЛ-Б за «Юниор» Курган (2016/17 — 2019/20) и за «Зауралье» в ВХЛ (2017/18 — 2019/20). Летом 2020 года перешёл в клуб ВХЛ «Молот-Прикамье» Пермь, 28 мая 2021 года продлил контракт. В 2022 году в возрасте 24 лет был главным тренером клуба Ночной хоккейной лиги «Титан» Омск, за который выступал его отец. 3 мая 2023 года был обменян на денежную компенсацию в клуб КХЛ «Сочи». 
19 февраля 2025 года в гостевом матче против московского «Динамо» (5:3) Сероух стал вторым хоккеистом в истории КХЛ после Алексея Морозова, забросившим 5 шайб в одном матче. Ранее Сероух ни разу не забрасывал более одной шайбы в матче КХЛ. После матча с «Динамо» не забрасывал в 8 играх подряд. Всего в сезоне 2024/25 набрал 37 очков (18+19) при показателе полезности -7 в 60 матчах за «Сочи».